# Карлов, Георгий Александрович
Карлов Георгий Александрович (род. 4 января 1971 года, Южно-Сахалинск, РСФСР) — российский государственный и политический деятель, депутат Государственной Думы VI, VII и VIII созывов, член фракции «Единая Россия», член комитета Госдумы по безопасности и противодействию коррупции.
Находится под персональными международными санкциями 27 стран ЕС, Великобритании, США, Канады, Швейцарии, Австралии, Японии, Украины, Новой Зеландии.

## Биография
Родился 4 января 1971 года в Южно-Сахалинске в семье служащих.

### Образование
С 1978 по 1988 год учился в средней школе с углубленным изучением английского языка № 2 (сейчас гимназия № 2), в 9-10 классах возглавлял комсомольскую организацию школы, секретарь комитета ВЛКСМ.
В 1989 году поступил в Южно-Сахалинский государственный педагогический институт. С 1990 по 1992 год был секретарём комитета ВЛКСМ ЮСГПИ (на правах райкома ВЛКСМ), членом бюро горкома Южно-Сахалинского ВЛКСМ, членом обкома Сахалинского ВЛКСМ. в 1994 году окончил гуманитарный факультет по специальности «история и английский язык».
В 2000 году получил второе высшее образование по специальности «государственное и муниципальное управление» в Российской академии государственной службы при президенте РФ (РАНХиГС).
Родился 4 января 1971 года в Южно-Сахалинске. В 1994 году получил высшее образование в Южно-Сахалинском государственном педагогическом институте, окончил гуманитарный факультет по специальности «История и английский язык». В 2000 году получил второе высшее образование по специальности «Государственное и муниципальное управление» в Российской академии государственной службы при президенте РФ.

## Работа в Сахалинской области
Ещё на втором курсе Карлов организовал первые платные курсы для поступающих в институт. В 1993 году организовал и возглавил производственно-коммерческое предприятие «Триумвират», которое работало в сфере торговли, логистики и производства товаров народного потребления. После дефолта 1998 года Карлов открыл первый на Дальнем Востоке супермаркет.
Предпринимательский опыт Карлова оценил действующий губернатор Сахалинской области Игорь Фархутдинов и пригласил его в августе 1999 года на должность начальника департамента потребительского рынка, торговли и услуг администрации Сахалинской области. В 2001 году назначен председателем комитета по промышленности и торговли Сахалинской области, созданный путем слияния департамента и управления пищевой и перерабатывающей промышленности администрации Сахалинской области. В должности Карлов занимался освобождением улиц от массовой неорганизованной торговли, а также открытием производств пищевой промышленности.
После катастрофы вертолёта Ми-8 20 августа 2003 года, в которой погиб губернатор Фархутдинов и члены его команды, исполняющим обязанности губернатора был назначен Иван Малахов. Георгий Карлов возглавил его избирательный штаб на досрочных выборах, в которых участвовало более десятка кандидатов. Во втором туре, состоявшемся 23 декабря 2003, Иван Малахов получил поддержку более 53 % избирателей.
В январе 2004 года Карлов был назначен заместителем главы администрации Сахалинской области и руководителем аппарата. В этой должности он занимался реформой местного самоуправления и возглавил комиссию по реформе МСУ. Федеральный центр рекомендовал создать на территории Сахалина 158 муниципалитетов, Карлов предлагал ограничиться 18 городскими округами. Верховный суд РФ встал на сторону сахалинских властей, что в конечном счёте позволило сэкономить бюджетные средства на сокращении административного штата.
В 2005 году ушёл из администрации Сахалинской области, занялся предпринимательской деятельностью, до 2011 года работал в ООО «Сахалинская инвестиционная корпорация» генеральным директором. Компания занималась инвестированием и управлением предприятиями пищевой промышленности, торговли, строительства, в которых было занято около двух тысяч человек.
В 2008 году баллотировался в депутаты Сахалинской областной думы, по итогам выборов избран депутатом V созыва.

## Работа в Госдуме
В единый день голосования 4 декабря 2011 года был избран депутатом Государственной думы VI созыва в составе федерального списка кандидатов, выдвинутого общероссийской общественной организацией «Деловая Россия» по спискам политической партии «Единая Россия» (региональная группа № 66; Сахалинская область). Член думской фракции «Единая Россия». Был избран председателем подкомитета по водным ресурсам Комитета по природным ресурсам, природопользованию и экологии, затем заместителем председателя Комитета по региональной политике и проблемам Севера и Дальнего Востока.
В мае 2016 г. принял участие в праймериз «Единой России» в Сахалинской области по выбору кандидатов в депутаты Государственной думы VII созыва. Занял по итогам голосования первое место (62,01 %) и был выдвинут кандидатом от партии по Сахалинскому одномандатному округу. В единый день голосования 18 сентября 2016 года был избран депутатом по сахалинскому одномандатному избирательному округу № 167. В ходе голосования набрал 42,88 % голосов избирателей, значительно опередив ближайшего соперника от КПРФ Светлану Иванову (25 %). Вошёл в состав Комитета по безопасности и противодействию коррупции. С 2017 года член Президиума фракции «Единая Россия».
В 2021 году, вновь одержав победу на выборах по сахалинскому одномандатному избирательному округу N 167, избран депутатом Государственной Думы VIII созыва. Вошел в состав Комитета по обороне.

### Законотворческая деятельность
С 2011 по 2021 год, в течение исполнения полномочий депутата Государственной Думы VI и VII созывов, выступил соавтором 112 законодательных инициатив и поправок к проектам федеральных законов, 59 из них к началу 2021 года были подписаны президентом. Ряд законодательных инициатив касался непосредственно Сахалина: Карлов участвовал в создании закона об установлении нового дня воинской славы — «3 сентября — День окончания Второй мировой войны (1945 год)», который зафиксировал дату победы над Японией; также было упрощено получение компенсаций расходов на оплату стоимости проезда сахалинских пенсионеров к месту отдыха и обратно; снижены энерготарифы для промышленных предприятий Дальнего Востока до общероссийского уровня.

## Международные санкции
Из-за поддержки российской агрессии и нарушения территориальной целостности Украины во время российско-украинской войны находится под персональными международными санкциями разных стран.
23 февраля 2022 года внесён в санкционные списки стран Евросоюза за действия и политику, которые подрывают территориальную целостность, суверенитет и независимость Украины и еще больше дестабилизируют Украину.
24 февраля 2022 года включён в санкционный список Канады «близких соратников режима» за голосование о признании независимости «так называемых республик в Донецке и Луганске».
24 марта 2022 года, на фоне вторжения России на Украину, включён в санкционный список США за «соучастие в войне Путина» и «поддержку усилий Кремля по вторжению в Украину», Госдеп США заявил что депутаты Госдумы используют свои полномочия для преследования инакомыслящих и политических оппонентов, нарушают свободу информации, ограничивают права человека и основные свободы граждан России.
По аналогичным основаниям, с 11 марта 2022 года находится под санкциями Великобритании. С 25 февраля 2022 года находится под санкциями Швейцарии. С 26 февраля 2022 года находится под санкциями Австралии. С 12 апреля 2022 года находится под санкциями Японии. Указом президента Украины Владимира Зеленского от 7 сентября 2022 находится под санкциями Украины. С 3 мая 2022 года находится под санкциями Новой Зеландии.

## Награды
- Благодарность Правительства Российской Федерации (20 июля 2019 года) — за большой вклад в развитие российского парламентаризма и активную законотворческую деятельность[26]
- Почетная грамота администрации Сахалинской области[27]
- Почётная грамота Министерства экономического развития[27]

## Доходы
Георгий Карлов декларировал доходы за 2020 год в размере 19 млн 738 тыс. рублей, доходы супруги составили 13 млн 581 тыс. рублей. Годом ранее доходы супругов составили 14 млн 737 тыс. и 13 млн 708 тыс. рублей соответственно. В собственности Георгия Карлова гидроцикл, снегоход, земельный участок 1719 м² и дом площадью 329,5 м². В собственности супруги — квартира площадью 284,5 м², два машиноместа и Mercedes-Benz GLE 400.

## Семья
Женат на Юлии Карловой. Есть совершеннолетние дети: Мария и Егор.